# Набій кільцевого запалення

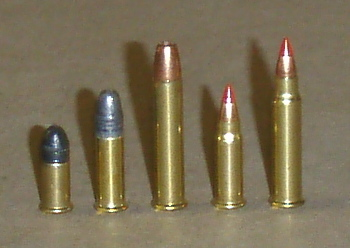
Приклади набоїв кільцевого запалення, зліва направо: .22 Short, .22 Long Rifle, .22 WMR, .17 HM2, .17 HMR

Схематичне зображення набою кільцевого запалення та процес його запалення

Набій кільцевого запалення тип вогнепального унітарного набою де капсуль розташовано у порожньому кільцевому фланцю який виступає з донця гільзи. Під час пострілу, бойок вдаряє і руйнує фланець який спирається на край стволу, запалює суміш капсулю у фланці, а вона запалює заряд в гільзі.  Перший унітарний металевий набій кільцевого запалення винайшов в 1845 році Луї-Ніколя Флобер, який мав калібр .22 BB Cap (або 6мм Флобер), який мав ударний капсуль з закріпленою згори кулею. Протягом 19-го століття випробували різні методи запалення зарядів в набоях, але до тепер змогли дожити лише набої кільцевого та пізніше центрального запалення. В 1887 році було представлено набій кільцевого запалення .22 Long Rifle, який на сьогоднішній день є одним з найпоширеніших боєприпасів в світі за кількістю проданих одиниць.

## Характеристики

Порівняння запалення набоїв центрального та кільцевого запалення

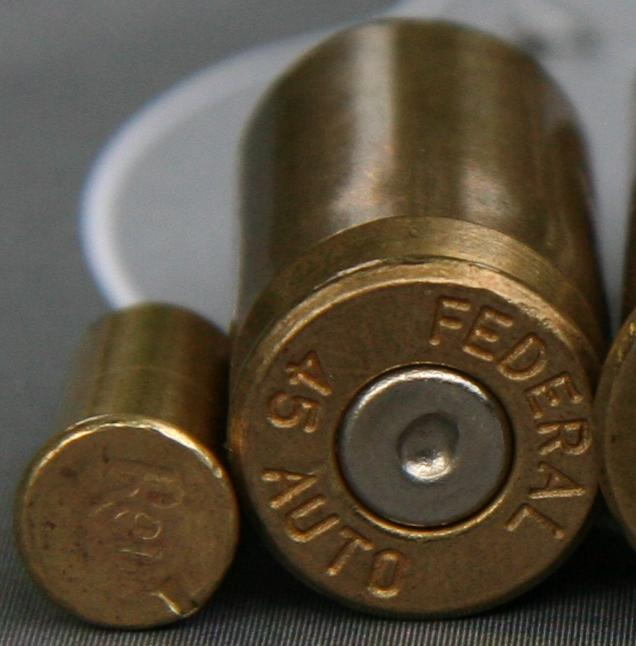
Стріляні набої кільцевого запалення (ліворуч) та центрального запалення. В набої кільцевого запалення ударник влучає по краю гільзи, а в набої центрального запалення ударник робить мітку по центру гільзи.

Набої кільцевого запалення названі так, тому що  ударник вдаряє по фланцю для запалення капсулю. Фланець такого набою по суті є розширеною та розплющеною донною частиною гільзи в яку заливають запалювальну суміш ззовні через порожнину всередині фланцю. Потім гільзу заповнюють метальним зарядом (порохом) та закривають метальним предметом (кулею).
Набої кільцевого запалення мають малий тиск, оскільки гільза повинна бути доволі тонкою щоб бойок міг зруйнувати фланець та запалити суміш. Набої кільцевого запалення від .44 до .56 калібрів були поширені лише коли в якості метального заряду використовували димний порох. Сучасні набої кільцевого запалення споряджаються бездимним порохом, який створює більше тиску і, як правило, мають калібри від .22 (5,5 мм) або менше. Тому вогнепальна зброя під набій кільцевого запалення може бути дуже легкою та недорогою, оскільки собівартість матеріалу гільзи та пороху не велика, а промислове виробництво значно оптимізоване ніж виробництво набоїв центрального запалення (де потрібно більше процесів при збиранні). В результаті, набої кільцевого запалення є більш доступними, насамперед через економічну ефективність виробництва великими партіями, що допомогло зберегти ринкову популярність цих дрібнокаліберних патронів.

## Історія

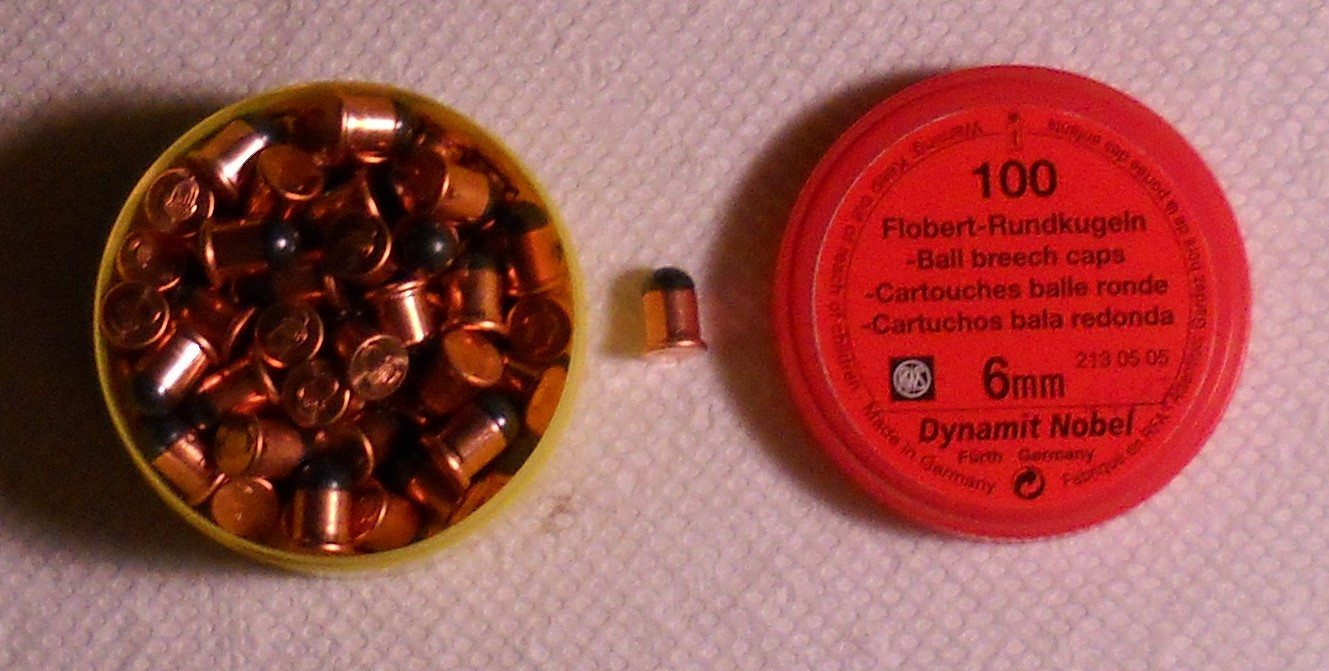
Набої 6 мм Флобер або .22 BB Cap з контейнером

В 1845 році француз Луї-Ніколя Флобер винайшов перший унітарний набій кільцевого запалення. Набій 6 мм Флобер складався з ударного капсуля з розташованою згори кулею. Ці набої не містили жодного пороху, єдиним метальним зарядом був ударний капсуль. В Європі, набій .22 BB Cap (представлений в 1845 році) і дещо потужніший набій .22 CB Cap (представлений в 1888) мали назву 6 мм Флобер і вважаються одним набоєм. Обидва набої мають відносно низьку дулову швидкість від 213 м/с (699 фут/с) до 244 м/с (801 фут/с).
Крім того Флобер розробив під цей набій зброю, яку він назвав "салонна зброя", оскільки ці гвинтівки та пістолети були розроблені для цільової стрільби в будинках із спеціальним стрілецьким залом або тиром. Салонні пістолети Флобера 6 мм стали модними в середині 19-го століття; вони зазвичай мали важкі стволи. В 1846 році цей набій було покращено Бенджаміном Ульє.
Наступним набоєм кільцевого запалення став набій .22 Short, розроблений для першого револьвера Smith & Wesson в 1857 році. Набій мав довшу гільзу з кільцевим капсулем та зарядом чорного пороху вагою 4 грани (260 мг) і конічну кулю. За словами історика Берклі Р. Льюїса цей набій від Smith & Wesson 'такий саме, як і патент Ульє 1846 року'. В 1871 році на базі цього набою розробили набій .22 Long, з кулею такої самої ваги як і у короткої версії, але з довшою гільзою та зарядом чорного пороху вагою 5 гран (320 мг). За ним в 1880 році з'явився набій .22 Extra Long, де гільза була ще довшою, ніж у набою .22 Long, а куля — важчою.

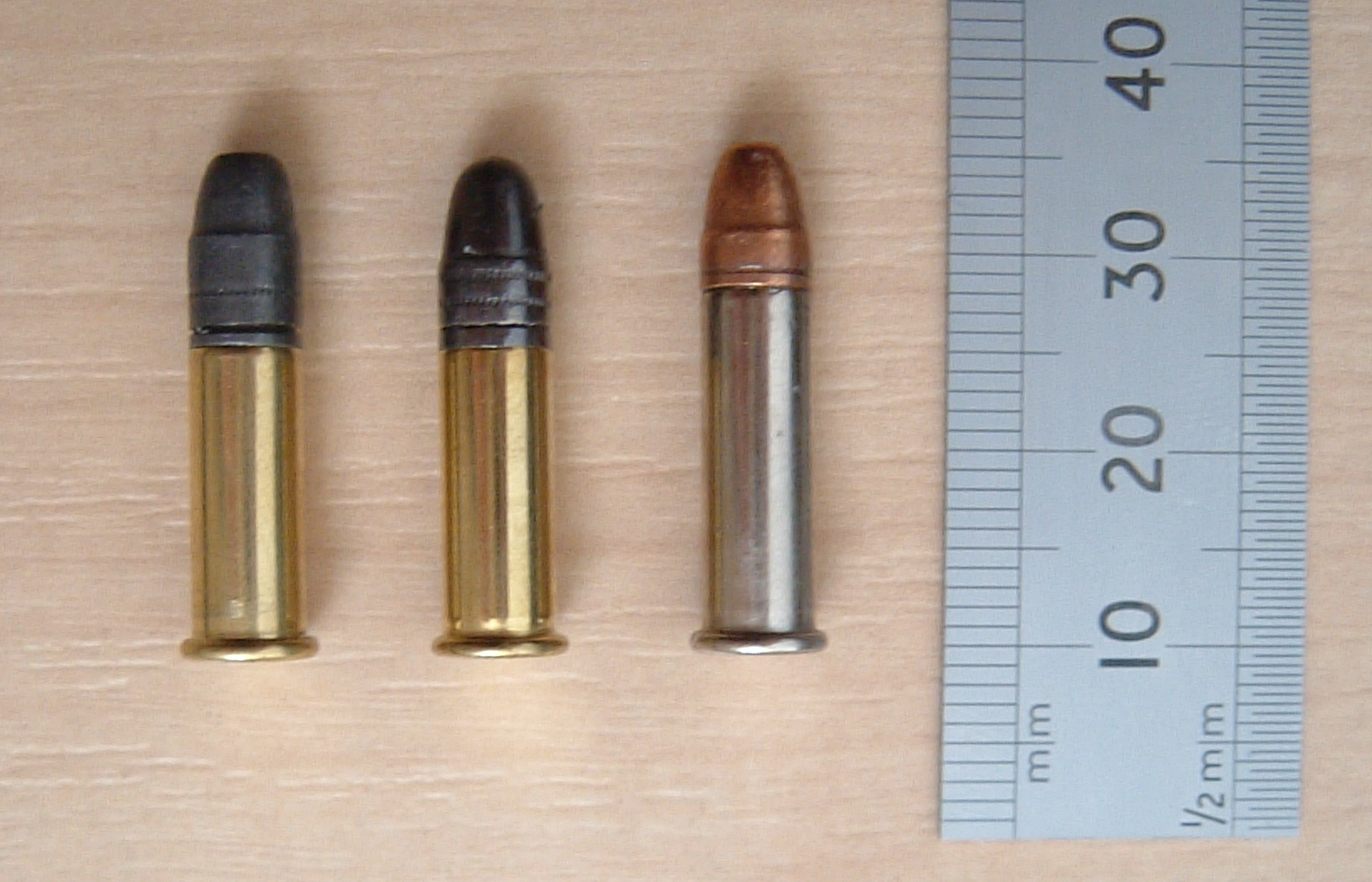
Набої .22 Long Rifle — дозвукова порожниста куля (ліворуч), з кулею зі стандартною швидкістю (по-центру), гіпер-швидкісна порожниста куля "Stinger" (праворуч)

Американський виробник вогнепальної зброї J. Stevens Arms & Tool Company в 1887 році представив набій .22 Long Rifle. Набій поєднував гільзу набою .22 Long з кулею вагою 40-гранів (2,6 г) від набою .22 Extra Long, що збільшило загальну довжину, збільшило дулову швидкість і чудову продуктивність в якості мисливського і цільового набою, що зробило набої .22 Long та .22 Extra Long застарілими. Набій .22 LR має ступінчасту кулю, це значить, що куля такого самого діаметру як і гільза, та має вужчу "п'яткову" частину яка встановлена в гільзу. Це один із небагатьох набоїв, які використовуються у різноманітних гвинтівках і пістолетах.

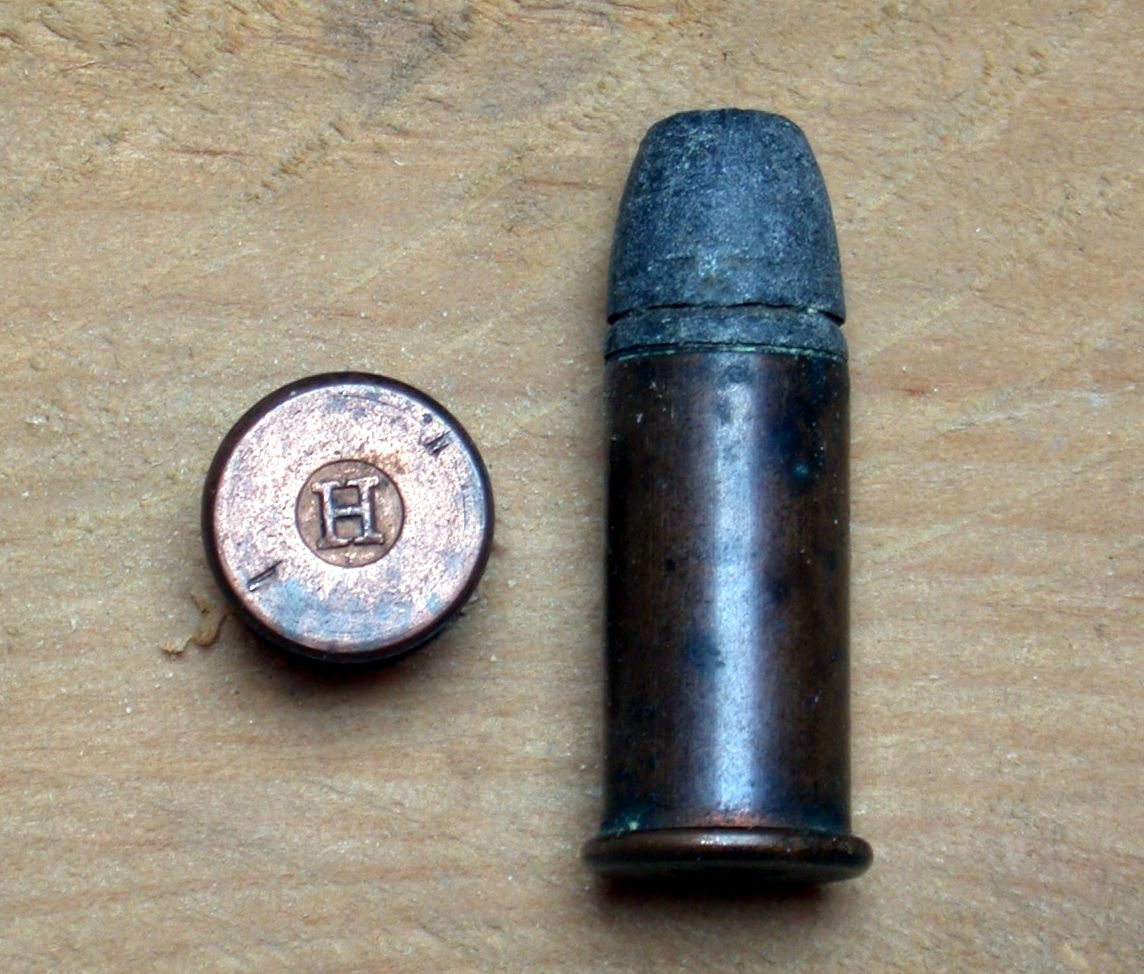
Набій кільцевого запалення .44 Henry

Набої кільцевого запалення більшого калібру використовували під час громадянської війни в США в магазинних гвинтівках Генрі, Спенсера, гвинтівці Балларда та в карабіні Франка Вессона. Хоча випускали набої кільцевого запалення великих калібрів, наприклад .30 rimfire, .32 rimfire, .38 rimfire .41 Short (для деррінжера Remington Model 95), .44 Henry (для гвинтівки Генрі, а пізніше для гвинтівки Winchester Model 1866), .56-56 Spencer (для першої в світі військової магазинної гвинтівки під унітарний набій Спенсера), .58 Miller, набої великих калібрів швидко були витіснені набоями центрального запалення, і на теперішній час єдиним набоєм кільцевого запалення залишився набій .22 калібру.
На початку 21-го століття з'явилися набої .17 калібру (4,5 мм) кільцевого запалення. Новий і популярний набій .17 HMR зроблені на базі гільзи набою .22 WMR де було зменшено дульце до калібру .17. Перевага набою 17 HMR над .22 WMR та іншими набоями кільцевого запалення полягає в його більш пласкій траєкторії та дуже крихких порожнистих кулях (часто їх виробляють з пластиковими "балістичними наконечниками" які покращують зовнішню балістику). Набій .17 HM2 (Hornady Mach 2) створено на базі набою .22 Long Rifle, а тому продуктивність схожа до оригіналу, але за значно вищою ціною. Хоча вартість набою .17 HM2 приблизно в чотири рази дорожчий за набій .22 Long Rifle, він все ж значно дешевший за більшість набоїв центрального запалення і дещо дешевший за набій .17 HMR. На виставці  2013 SHOT Show було вперше показано набій .17 WSM який використовує порожню гільзу від цвяхового пістолету калібром .27 де було обтиснуто дульце до калібру .17, що призводить до значно вищої початкової швидкості та енергії, ніж у .17 HMR.

## Набої для дробовиків

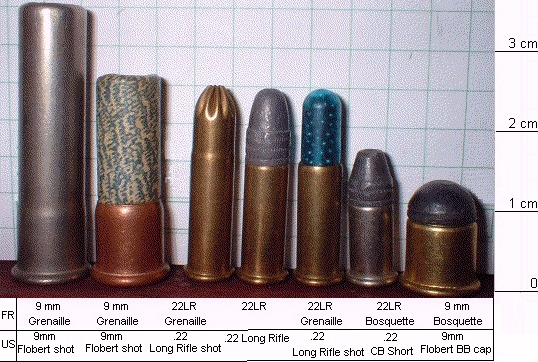
Набої: дробовий 9 мм Флобер, дробовий 9 мм Флобер, дробовий .22 Long Rifle, кульовий .22 Long Rifle, дробовий .22 Long Rifle, кульовий .22 CB Short та кульовий 9 мм Флобер BB cap

Деякі набої кільцевого запалення .22 калібру заряджали невеликою кількістю дробу № 11 або № 12 (приблизно 1/15-а унції). Такий "щурячий набій" є відносно ефективним на короткій дистанції і зазвичай використовують для стрільби по зміях, щарух та інших дрібних тваринах. Також ним можна відстрілювати птахів в приміщеннях оскільки заряд не пошкодить перегородки або стіни. На відстані приблизно 3 метри, що є максимально ефективною, розліт становить приблизно 20 см в діаметрі при стрільбі зі звичайної гвинтівки. Спеціальні гладкоствольні дробовики, наприклад Marlin Model 25MG "Garden Gun" є ефективними на відстані в 4,5 або 6 метрів при стрільбі набоями .22 WMR, в яких знаходиться 1/8 унції дробу № 11 або № 12 в пластиковій капсулі.
Дробові набої не підходять для магазинного живлення, через незвичайну форму деяких набоїв та через крихкі пластикові наконечники. Дробові набої не мають достатньої потужності, щоб привести в роботу самозарядний затвор, оскільки, на відміну від нарізної зброї в гладкому стволі не утворюється потрібний тиск для роботи автоматики затвора.
Знаменитим набоєм є набій кільцевого запалення 9мм Flobert, який все ще випускають в Європі і яким заряджали Winchester Model 36 в 1920-ті роки. Цей набій споряджено невеликою кількістю дробу, але він може стріляти невеликими кульками, які використовують у "садовій зброї", яка є мініатюрною рушницею. Його потужність і далекобійність дуже обмежені, що робить його незамінним для контролю за шкідниками. Сучасним прикладом набою 9мм Flobert Rimfire в Європі є латунний набій 1.75-дюйми виробництва компанії Fiocchi з Лекко в Італії, який споряджено .25 унціями дробу № 8.

## Звичайні набої кільцевого запалення

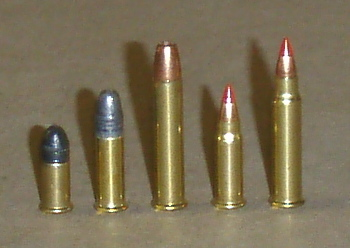
Боєприпаси кільцевого запалення, зліва направо, .22 Short, .22 Long Rifle, .22 WMR, .17 HM2, .17 HMR

Нижче наведено список найбільш поширених зараз набоїв кільцевого запалення:
- .17 Hornady Magnum Rimfire (.17 HMR), набій .17 калібру на базі модифікованої гільзи набою .22 WMR
- .17 Hornady Mach 2 (.17 HM2), набій .17 калібру на базі модифікованої гільзи набою .22 Stinger[12]
- .17 Winchester Super Magnum (.17 WSM) набій .17 калібру на базі модифікованої гільзи холостого набою .27 калібру від будівельного пістолета
- 5mm Remington Rimfire Magnum (5mm RFM) набій .20 калібру на базі гільзи набою .22 WMR
- .22 BB Cap та .22 CB Cap в Європі відомий як 6мм Flobert
- .22 Short, використовувався для цільової стрільби на Олімпійських іграх та на змаганнях ISSF 25 m Rapid Fire Pistol, до заміни в 2005 році на .22 Long Rifle
- .22 Long (застарілий, але доступний)
- .22 Extra Long Випускався до 1935 року, але замінений на .22 LR. Має довшу ніж .22 LR гільзу з такою самою кулею вагою 40 гран.
- .22 Long Rifle (.22 LR), найпоширеніший на сьогодні набій у світі
- .22 Stinger (варіант .22 Long Rifle з дещо довшою гільзою і такою самою довжиною), гільза є базою для набою .17 HM2[13]
- .22 Winchester Rimfire (.22 WRF) AKA .22 Remington Special (застарілий, але доступний)
- .22 Winchester Magnum Rimfire (.22 WMR)
- 9 мм Флобер звичайний набій для садової зброї або рушничний набій, який використовують в Європі.